# Cattura di Cristo (Pietro Lorenzetti)

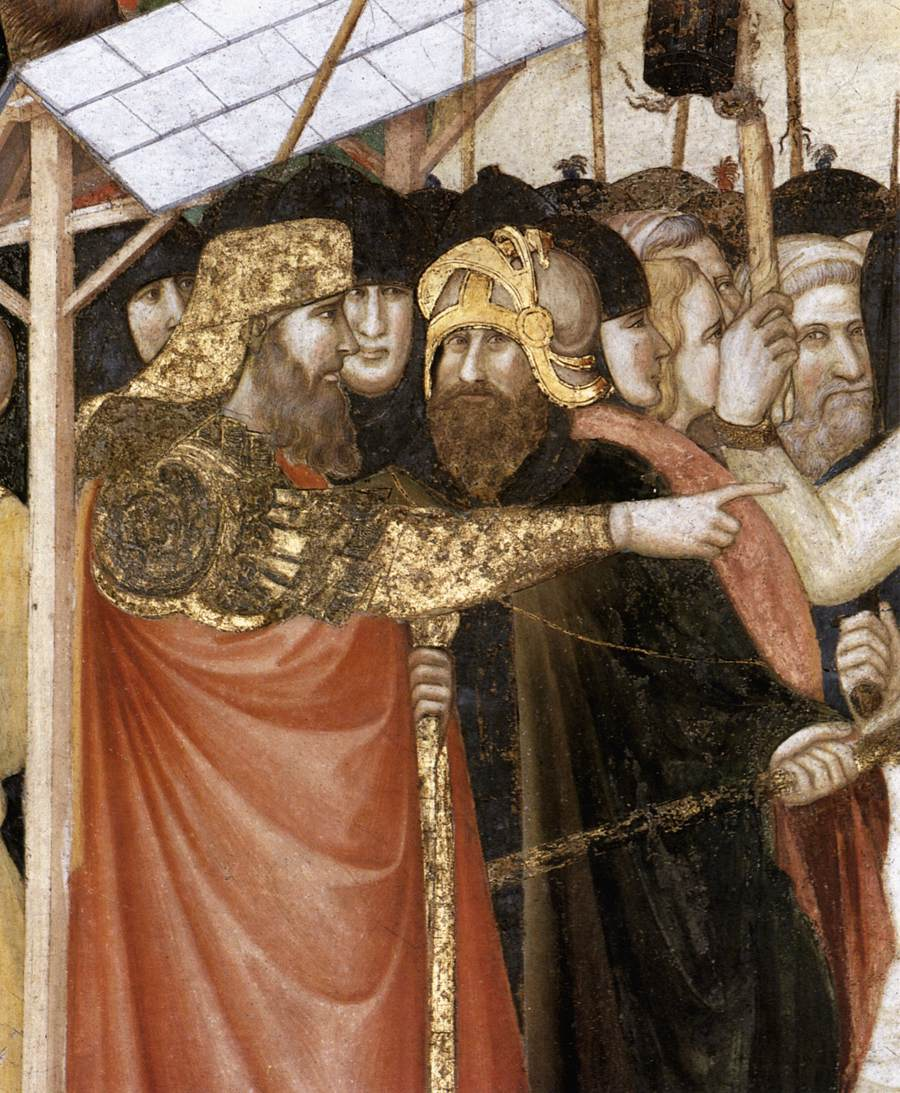
Dettaglio

La Cattura di Cristo è un affresco di Pietro Lorenzetti, facente parte delle Storie della Passione di Cristo nel transetto sinistro della basilica inferiore di San Francesco ad Assisi. Il ciclo è databile al 1310-1319 circa.

## Descrizione e stile
Nella scena della Cattura di Cristo gli avvenimenti precipitano velocemente e la composizione acquista un ritmo più convulso. Fuori dalla città di Gerusalemme, a cui allude il brano di mura con torrino su uno sperone a sinistra, Cristo sta per essere catturato per ordine Caifa, sotto una tettoia. Le numerose figure, spesso individuabili solo per una porzione del capo o per le lane e gli altri oggetti che spuntano in alto, si avvicendano sulla scena in un moto circolare, che entra dalle rocce di sinistra ed esce da quelle di destra. Il movimento della masse e la presenza della quinte rocciosa sullo sfondo, ricordando da vicino le sacre rappresentazioni di stampo teatrale. I soldati, che ancora non hanno catturato Cristo, indossano armature un tempo ravvivate da inserti metallici e formano un compatto sfondo al gruppo attorno a Cristo, dove il ritmo si allenta. Giuda Iscariota, avvolto in un amplissimo mantello rosso, si sta avvicinando a baciare Gesù che si ritira e tuttavia benedice il gesto che lo lega al suo tragico, inevitabile destino, mentre a destra avviene il taglio dell'orecchio del soldato Malco da parte di Pietro, invano trattenuto da un soldato della veste rosata di spalle. La testa di Cristo si trova così al vertice di un ipotetico triangolo formato dall'incurvarsi delle due figure vestite rosso/rosa ai lati. Prolungando questo triangolo sulla sinistra, si vede come continua nella testa di Malco, e nel profilo della roccia dietro la quale gli apostoli si stanno allontanando impauriti.
La drammaticità della scena è accentuata dalla sospensione un attimo prima della cattura, con i soldati incombenti. Non è rappresentato il tradizionale bacio di Giuda, ma l'abbandono degli apostoli, che fuggono come un gregge scomposto accavallandosi l'un l'altro e nascondendo il viso dietro la quinta rocciosa.
Lorenzetti fu uno dei primi artisti (forse il primo in assoluto) a richiamare l'attenzione dello spettatore sul variare del tempo atmosferico nello scorerre delle ore. A differenza della scena precedente (l'Ultima Cena), la luna è infatti al tramonto, dietro uno sperone roccioso, mentre prima era crescente a sinistra. Il cielo è inoltre attraversato da una pioggia di stelle cadenti .